# Kính an toàn
Kính an toàn là loại kính đảm bảo an toàn cho người sử dụng cả khi vỡ. Kính dán an toàn bao gồm việc kết hợp hai hay nhiều tấm kính được gắn kết với nhau bằng lớp lót dẻo, bền đặc biệt PVB - Poly Vinyl Butylen dạng film. Lớp lót này thể hiện tính an toàn ưu việt của kính dán an toàn, có độ bền dẻo và bám dính tuyệt đối. Khi vỡ, do chịu tác động mạnh, kính sẽ bám vào lớp film PVB và thường đứng nguyên trong khung, giảm thiểu tối đa nguy cơ bị thương do cạnh kính sắc rơi xuống hay bắn tung toé. Kính dán an toàn có khả năng chống sự thâm nhập của người hay sự tác động từ bên ngoài và bao gồm nhiều ưu điểm vượt trội khác.
Độ an toàn: Tăng tối đa độ an toàn, khi vỡ các mảnh kính vẫn bám chặt vào lớp film PVB và thường đứng nguyên trong khung, không gây nguy hại đến con người và tài sản, giảm hiện tượng đâm xuyên, tránh được việc con người và đồ vật bị rơi qua cửa sổ các toà nhà cao tầng.
Độ an ninh: Kính dán an toàn có xu hướng chịu được tác động lớn. Trong các kết cấu nhiều lớp, kính dán an toàn có khả năng chống được đạn (Kính dán chống đạn), vật nặng hay những vụ nổ nhỏ. Trong hầu hết các trường hợp, kính dán an toàn chịu được nhiều cú va đập mạnh trên cùng một điểm, nhằm chống đột nhập vào bên trong (Kính dán chống đột nhập).
Độ bền cao: Kính dán an toàn đặc biệt bền về màu sắc và chất lượng. Sẵn sàng đối chọi với điều kiện thời tiết thiên nhiên khắc nghiệt và bền bỉ với các công trình hiện đại có giá trị sử dụng lâu dài.
Khả năng cách âm: Tính năng giảm âm của lớp film PVB đã khiến kính dán an toàn có khả năng cách âm, ngăn chặn tiếng ồn ngoài ý muốn từ các loại phương tiện giao thông và các loại tiếng ồn không mong muốn khác.
Điều khiển năng lượng mặt trời: Với việc lựa chọn các loại film PVB và kính có các gam màu khác nhau, kính dán an toàn có thể làm giảm cường độ ánh sáng, giảm việc truyền tải năng lượng Mặt trời, nhằm giảm việc dùng máy điều hòa nhiệt độ và luôn đảm bảo điều kiện sống tốt nhất.
Ngăn tia cực tím: Kính dán an toàn có khả năng ngăn chặn được tới 99% tia cực tím của ánh nắng Mặt trời, bảo vệ con người, vật dụng, vật trưng bày và hàng hoá.
Hạn chế rủi ro không chống lại thiên tai: Kính dán an toàn có thể đóng vai trò ngăn ngừa thương  vong  hay  thiệt hại cho con người và tài sản khi xảy ra bão, động đất hay các vụ nổ. Kính có xu hướng giữ nguyên trong khung khi chịu tác động.
Mặt Phẳng lý tưởng: Khi kết hợp dán ghép kính nổi phẳng với lớp màng film PVB tạo ra những sản phẩm kính dán với độ phẳng lý tưởng,mang đến cho người sử dụng hình ảnh trung thực khi nhìn thấu qua.
Sự thay thế hoàn hảo: Với nhiều đặc tính vượt trội và có tính thẩm mỹ cao, sử dụng kính dán an toàn là một xu hướng tất yếu trong cuộc sống hiện đại, dần thay thế hoàn toàn các ô cửa sử dụng các loại song sắt kém thẩm mỹ. Hơn nữa với không gian mở rộng hơn,không hạn chế tối đa việc bám bụi, vì thế, công việc vệ sinh cửa không bao giờ đơn giản hơn.
Đa dạng trong thiết kế kiến trúc: Kính dán an toàn có thể được ghép từ các loại kính có độ dày khác nhau, kích cỡ khác nhau, màu sắc khác nhau, đặc tính khác nhau (kính cường lực, kính phản quang, kính hạn chế nhiệt...) và các loại film có độ dày, màu sắc đa dạng, thỏa mãn mọi yêu cầu khắt khe trong sử dụng kính kiến trúc.

## Thông số kỹ thuật của sản phẩm kính dán an toàn
Độ dày tấm kính tiêu chuẩn
3 mm - 19 mm
Độ dày lớp film PVB tiêu chuẩn
0,38 mm;0,76 mm;1,52 mm;3,04 mm
Độ dày kính dán tối đa sau khi dán
80 mm
Màu sắc của lớp film PVB tiêu chuẩn
Không màu, xanh dương, xanh lục, màu đồng, màu xám, trắng mờ và trắng sữa   (có sẵn các màu và các kiểu đặc biệt theo các loại lớp lót VANCEVA)
Màu sắc của tấm kính nổi tiêu chuẩn
Không màu, xanh dương, xanh dương nhạt, xanh lục, màu đồng, màu xám, màu xanh đen.
Kích thước tối đa
2.500 mm(rộng) x 6.000 mm(dài)
Kích thước tối thiểu
100 mm(rộng) x 300 mm(dài)
Kính an toàn có ba loại cơ bản là kính dán và kính tôi.
- Kính dán an toàn (laminated glass): được tạo ra bằng cách dán 2 hoặc nhiều lớp kính nguyên liệu thông thường vào với nhau. Giữa các 2 lớp kính là một lớp phim PVB. Nhờ có những lớp phim này mà khi bị vỡ, các mảnh vỡ này được giữ lại, không văng ra gây nguy hiểm. Với các loại phim khác nhau có thể tạo ra được nhiều chủng loại kính như kính trong,kính màu, kính phản quang,... Kính dán sau khi hoàn thành có thể tiếp tục gia công (cắt, khoan, mài,...) nên có thể sản xuất hàng loạt.

- Kính tôi an toàn (tempered glass): là loại kính được nung lên tới nhiệt độ cao sau đó làm lạnh đột ngột nhờ đó kính có độ cứng cao, khi vỡ tạo thành các mảnh nhỏ vụn không có tính sát thương. Ngoài ra, khi tôi có thể uốn cong kính. Kính tôi thành phẩm không thể gia công.
- Kính cường lực an toàn 2 lớp (tempered glass) : Là loại kính được nung nhiệt độ cao để tạo hình và sau đó sẽ được làm lạnh đột ngột để tăng độ cứng, đặc biệt của loại kính cường lực đó là bề mặt được phủ một lớp kính dán an toàn vào 2 mặt của kính, các loại kính cường lực an toàn khi có tác động hoặc bị vỡ sẽ không bị vỡ vụn mà được giữ lại nhờ lớp kính dán được gọi là phim PVB. Kính cường lực an toàn 2 lớp có thể gia công, tạo hình uốn cong, hoặc làm những khổ kính lớn để phục vụ trong nhiều công trình an toàn.

Kính an toàn loại này được ứng dụng nhiều trong kiến trúc, giao thông, nội thất và nhiều lĩnh vực khác nữa.

## Ưu điểm của Kính an toàn
- Hạn chế tia cực tím: Kính an toàn có loại chống được đến 99% tác hại của tia cực tím mà không ảnh hưởng tới độ sáng cần thiết cho tầm nhìn của người và sự phát triển của cây cối.
- An toàn: Kính an toàn không thể bị vỡ đột ngột như các tấm kính thường, lớp PVB ở giữa sẽ làm giảm hiệu quả của mọi sự tác động ngoại lực, tấm kính vẫn nguyên vẹn ngay khi bị vỡ, những mảnh kính sẽ vẫn ở nguyên vị trí làm giảm bớt sự nguy hiểm.
- An ninh: Kính an toàn có khả năng chống lại sự đột nhập cao hơn bởi vì có lớp bảo vệ ngay cả khi kính bị đập vỡ. Kính an toàn không thể cắt từ một phía, vì thế thông thường những dụng cụ cắt kính và những dụng cụ thông thường là vô dụng. Tùy thuộc vào độ dày, loại kính an toàn có lớp PVB còn có thể chịu đựng được sức nổ của bom và đạn súng trường.
- Giảm tiếng ồn: Kính an toàn có khả năng cách âm tốt hơn kính thường. Đối với các sân bay, khách sạn, trung tâm xử lý dữ liệu, cácphòng thu âm và bất cứ một tòa nhà nào gần sân bay, đường cao tốc hay đường tàu thì kính an toàn rất hữu hiệu. Các tòa nhà lắp kính an toàn giảm tiếng ồn từ bốn phía, bảo đảm cho ta một môi trường làm việc hoặc nghỉ ngơi yên tĩnh hơn.
- Chịu nhiệt và điều khiển sự hấp thụ nhiệt: Kính làm giảm sự hấp thụ nhiệt, điều khiển độ chói và làm cho tòa nhà mát mẻ hơn. Kính an toàn cũng đáp ứng tiêu chuẩn của thủy tinh cách nhiệt, khi tiếp xúc với nhiệt độ cao không bị vỡ do đó sẽ giữ chân ngọn lửa, tạo điều kiện cho sự chữa cháy và dập tắt hỏa hoạn
- Độ bền cao hơn: Kính an toàn có độ bền vững khá cao, thậm chí người ta còn dùng kính an toàn để làm sàn nhà, bể bơi, mái che, mái vòm (uốn), các sun-room và các tòa nhà ở những nơi có thời tiết khắc nghiệt.
- Ưu thế về mỹ thuật và kiểu dáng: Kính có màu sắc, độ dày, kích thước và hình thể đa dạng giúp các kiến trúc sư có nhiều sự lựa chọn hơn.
- Sự biến dạng thấp: Nếu được nung với điều kiện nhiệt độ và áp suất cao, kính vẫn tránh được sự méo mó do đã được nung trước đó. Hình ảnh khi nhìn qua kính đẹp và trung thực hơn thông thường.
- Chịu va đập tốt: So với các loại kính thông thường có cùng kích thước thì kính cường lực có sức chịu lực cao hơn gấp 5 lần và chịu được sức gió giật gấp 12 lần. Cụ thể, tải trọng mà loại kính này chịu được lên tới 10.000 psi, tương đương với 700kg.

## Nhược điểm của kính an toàn
Kính an toàn có một số điểm hạn chế và tuỳ thuộc vào độ phù hợp về khí hậu, địa hình và một số nhược điểm sau:
- Giá thành khá cao, do đó ảnh hưởng tương đối đến giá thành xây dựng chung.

- Việc thi công, lắp đặt đều đòi hỏi phải có quy chuẩn cao hơn bình thường.
- Vận chuyển yêu cầu phải cần nhiều thiết bị bảo hiểm.

## Ứng dụng kính an toàn trong đời sống
Kính an toàn là loại kính phổ biến hiện nay thích hợp với nhiều mục đích đặc biệt trong ngành xây dựng, kiến thiết nội ngoại thất, giao thông. Một số công trình phổ biến sử dụng kính an toàn :
- Cầu kính Bạch Long
- Cầu kính Rồng Mây